# Микрорайоны Долгопрудного
Микрорайоны Долгопру́дного — перечень микрорайонов города областного подчинения Долгопрудный в Московской области России.
Выделяются следующие единицы городской жилой застройки:
- Виноградовские горки
- Водники
- Военный городок[3]
- Гнилуши
- Гранитный
- Котово
- Лихачёво
- Павельцево
- Посёлок нефтебазы
- Новые Водники[3]
- Старый город
- Хлебниково
- Центральный
- Шереметьевский
- Щапово

В микрорайонах ведётся строительство домов и жилых комплексов, имеются объекты социальной инфраструктуры.